# Towarzystwo Harmonia w Poznaniu
Towarzystwo Harmonia - towarzystwo artystyczne założone w Poznaniu przez Maksymiliana Brauna w 1848. Działało do 1852.
Towarzystwo miało na celu propagowanie polskości, głównie poprzez krzewienie polskiej kultury muzycznej (początkowo wyłącznie kościelnej). Organizacja posiadała trzy wydziały: dramatyczny, plastyczny i muzyczny, a także chór amatorski, którym dyrygował Teofil Klonowski. Śpiew w języku polskim w był tolerowany przez niektóre, bardziej otwarte, niemieckie organizacje muzyczne w Poznaniu w tych latach, ale celem Harmonii było szersze podejście - śpiewanie pieśni polskich, ratowanie kultury rodzimej i propagowanie dorobku twórców polskich. Po likwidacji Towarzystwa, kontynuatorem jego celów było Towarzystwo Czeladzi Katolickiej (od 1860, pod dyrekcją Teofila Klonowskiego).
W latach 1869 (od grudnia)-1872 działało w Poznaniu Towarzystwo Centralne Harmonia, powstałe z inicjatywy Bolesława Dembińskiego i jego brata Macieja. Obejmowało (poprzez filie) teren całej Wielkopolski. W 1872 liczyło 665 członków (40 filii). 17 lipca 1871 odbył się w Poznaniu pierwszy ogólny zjazd śpiewaków polskich. Towarzystwo, oprócz celów kulturalnych, posiadało cele polityczne, co nie umykało obserwującym tę organizację władzom niemieckim (m.in. Bolesława Dembińskiego skazano na 10 talarów grzywny lub więzienie za niedopełnienie pewnych spraw formalnych).